# Laminazione

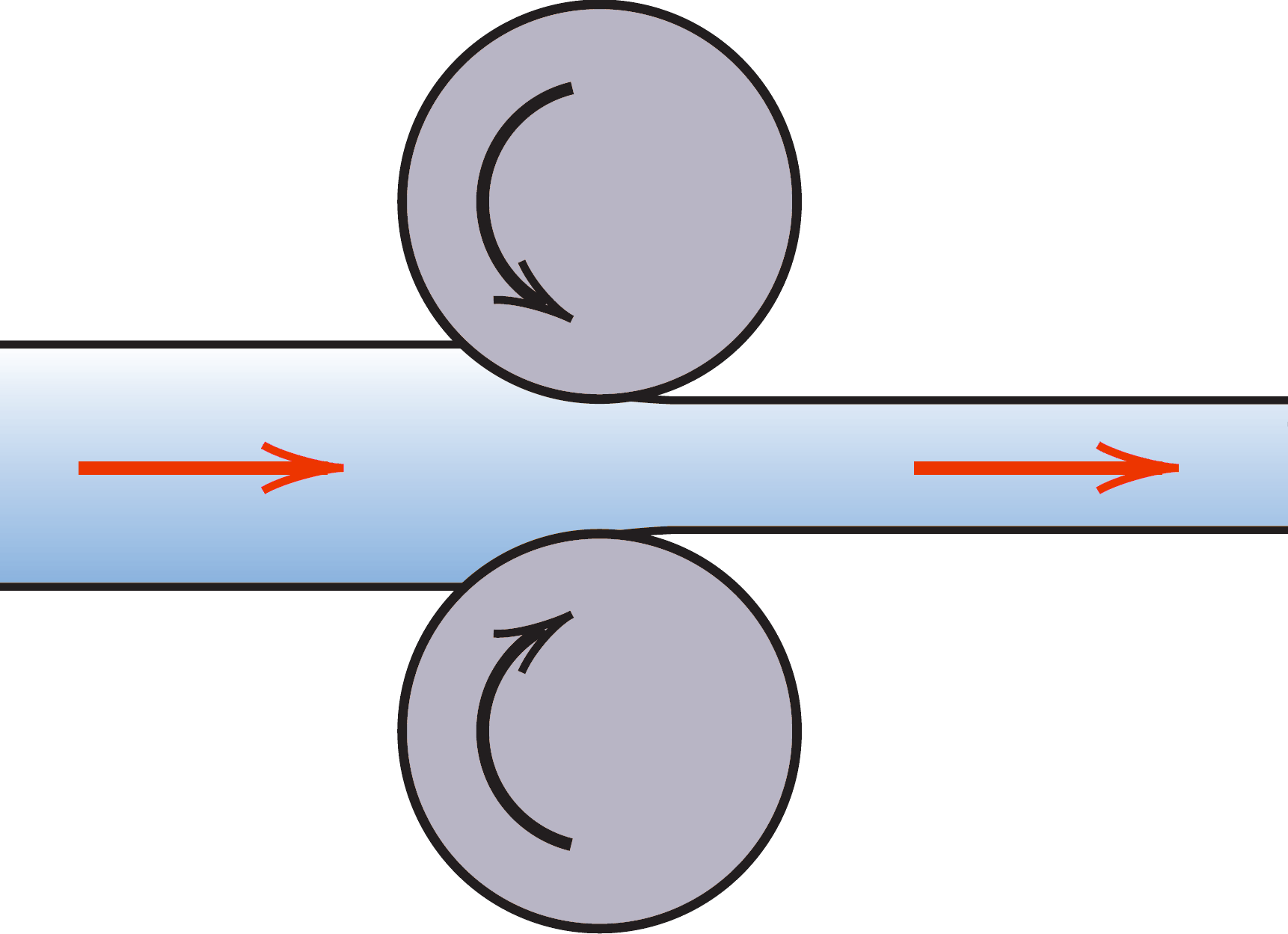
Rappresentazione semplificata del processo di laminazione

Animazione del processo meccanico (a freddo o a caldo)

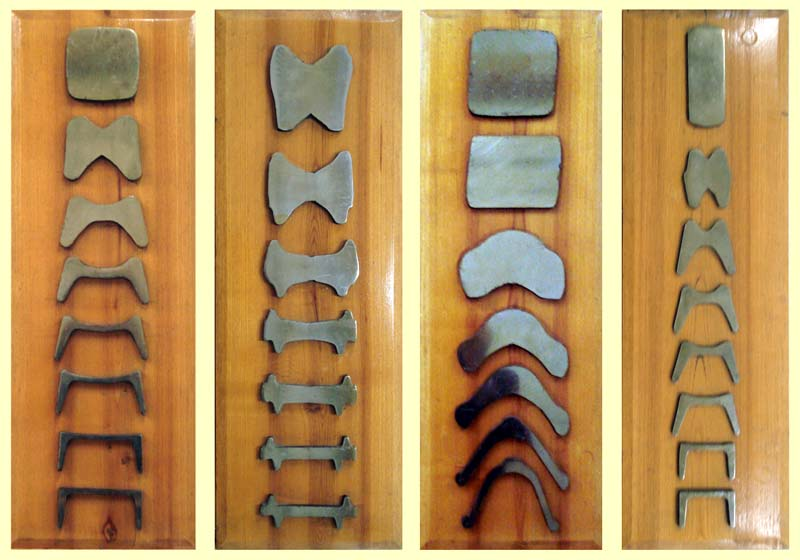
Variazione delle sezioni di travi durante il processo di laminazione

La laminazione è un processo meccanico utilizzato per far diminuire la dimensione meno significativa in una lamina o in un albero, solitamente lo spessore.
Questo procedimento avviene mediante cilindri contrapposti che ruotando su sé stessi imprimono nel materiale la forma desiderata.

Il processo comprende solitamente più passaggi, in ognuno dei quali i rulli sono posizionati più vicini tra loro; questo è indispensabile per ridurre le forze di attrito che si vengono a generare nella lavorazione, e che se troppo elevate compromettono il risultato e dissipano troppa energia. La laminazione ebbe inizio nel 1783.
Esistono diverse tipologie di laminazione:
- laminazione a caldo.
- laminazione a freddo.

Solitamente esistono diverse fasi di lavorazione dal prodotto di fonderia al prodotto finito, passando da una prima fase di sbozzatura dei semilavorati, un'intermedia laminazione di semifinitura e infine l'ultima lavorazione di finitura.

## Laminazione longitudinale
L'asse del pezzo è perpendicolare a quello dei rulli.

### Laminazione a caldo

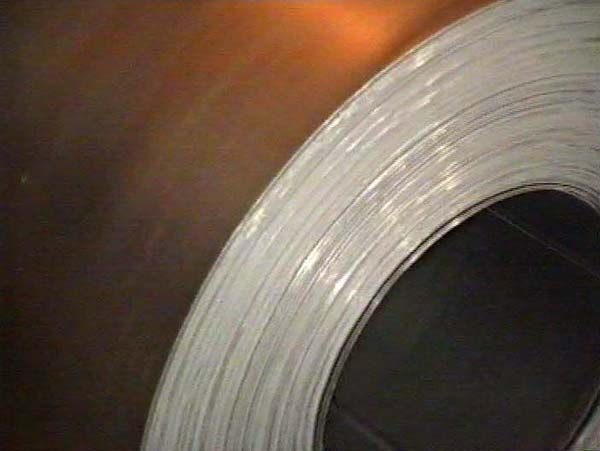
Laminazione a caldo

Nella laminazione a caldo il materiale subisce un minore incrudimento, dovuto alla maggiore velocità di ricristallizzazione della struttura, con conseguente minore lavoro e spesa di energia. Al contrario, per la presenza di fenomeni di ritiro, la lavorazione tende ad essere meno precisa e con una finitura superficiale minore.
Esempi di realizzazioni attraverso laminazione a caldo sono: 
- nastri di lamiere,
- binari ferroviari,
- travi "ad I" di piccole dimensioni,
- tubi senza saldatura,
- anellini

### Laminazione a freddo

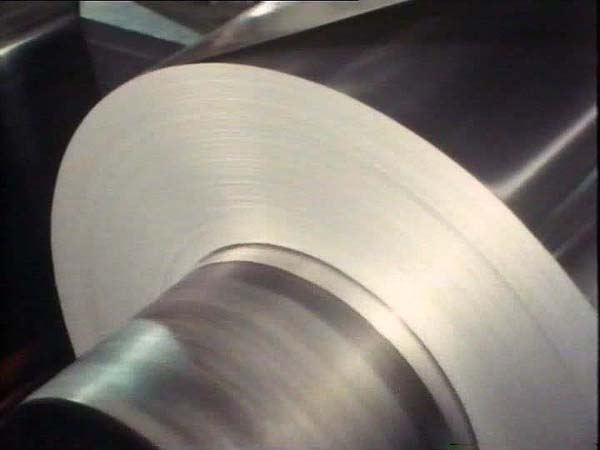
Laminazione a freddo

Nella lavorazione a freddo si incrudisce il materiale, aumentando la sua resistenza, ma con maggiore lavoro e dispendio energetico. Si riescono però ad ottenere pezzi più rifiniti e precisi.
Le realizzazioni attraverso laminazione a freddo sono:
- tubi senza saldatura,
- scatolati,
- laminati in genere.

## Laminazione trasversale
In questo caso gli assi dei rulli e del pezzo sono paralleli tra loro.
Questo procedimento permette di generare sezioni interne o esterne complesse.

### Forgiatura per laminazione
Questo processo permette una significativa riduzione della sezione, fino a permettere una tranciatura, cioè la creazione di una parte cava all'interno della sezione.
Questa viene anche detta laminazione di anelli poiché la riduzione di sezione porta ad un aumento del diametro dell'anello interno.

### Filettatura per laminazione
Rispetto alla filettatura per asportazione di truciolo questo processo fa sì che le fibre del materiale cambino orientamento nel senso, cioè promuovono l'incrudimento del materiale.
In quest'operazione si utilizzano due rulli rotanti.

## Laminazione obliqua
In questo caso gli assi dei rulli e del pezzo sono sghembi.

### Processo Mannesmann
Si basa sull'effetto Mannesmann, secondo il quale un pezzo sottoposto a compressione (lungo una sola direzione) e contemporaneamente a rotazione, genera un difetto lungo il proprio asse (dovuto all'alternanza di sforzi ciclici di trazione e compressione che si concentrano lungo l'asse). Questo sarà opportunamente allargato grazie all'ausilio di un mandrino.
Con questo processo è possibile ottenere tubi senza saldatura, ma è poco economico.